# Thomas Bonnet
Thomas Bonnet (Châtellerault, 13 september 1998) is een Franse wielrenner en mountainbiker die vanaf 2023 voor de Franse wielerploeg TotalEnergies uitkomt. Bij de junioren was Bonnet wereld- en europees kampioen in het mountainbiken en werd hij derde op het wereldkampioenschap veldrijden. In 2021 boekte bij zijn eerste zege bij de profs op de weg in de Ronde van Guadeloupe, twee jaar later won hij een etappe in de Ronde van Rwanda.

## Overwinningen op de weg
2021
6e etappe Ronde van Guadeloupe
2023
4e etappe Ronde van Rwanda

## Resultaten in voornaamste wedstrijden
| Jaar | Ronde van Italië | Ronde van Frankrijk | Ronde van Spanje |
| ---- | ---------------- | ------------------- | ---------------- |
| 2023 |                  |                     | opgave           |
| 2024 |                  |                     |                  |

| Jaar | Ronde van Vlaanderen | Amstel Gold Race | Waalse Pijl | Parijs-Tours |
| ---- | -------------------- | ---------------- | ----------- | ------------ |
| 2023 | opgave               | opgave           | 68e         |              |
| 2024 |                      |                  |             | 93e          |

## Resultaten bij de jeugd
(2015)-2016
- WK mountainbike junioren
- EK mountainbike junioren
- WK veldrijden junioren
- 1e Wereldbeker junioren Heusden-Zolder

2019
- Frans kampioenschap mountainbike beloften

## Ploegen
- 2018 –  Vendee U Pays De La Loire
- 2019 –  Vendee U Pays De La Loire
- 2020 –  Vendée U
- 2021 –  Vendée U
- 2022 –  Vendée U
- 2023 –  TotalEnergies
- 2024 –  TotalEnergies
- 2025 –  TotalEnergies

Boasson Hagen · Bodnar · Bonnet · Burgaudeau · Cabot · Cras · de la Parte · Doubey · Dujardin · Ferron · Grellier · Jeannière · Jousseaume · Latour · Manzin · Oss · Ourselin · Sagan · Simon · Soupe · Tesson · Turgis · Van Gestel · Vercher · Vuillermoz · Boniface (stagiair) · Cialone (stagiair) · Grolier (stagiair)
Boniface · Bonnet · Burgaudeau · Cras · Doubey · Dujardin · Ferron · Gachignard · Grellier · Jeannière · Jegat · Jousseaume · Latour · Manzin · Ourselin · Simon · Soupe · Tesson · Turgis · Vadic · Van Gestel · Vercher · Vuillermoz · Boulahoite (stagiair) · Marcerou (stagiair) · Sanchez (stagiair)